# Alpinism

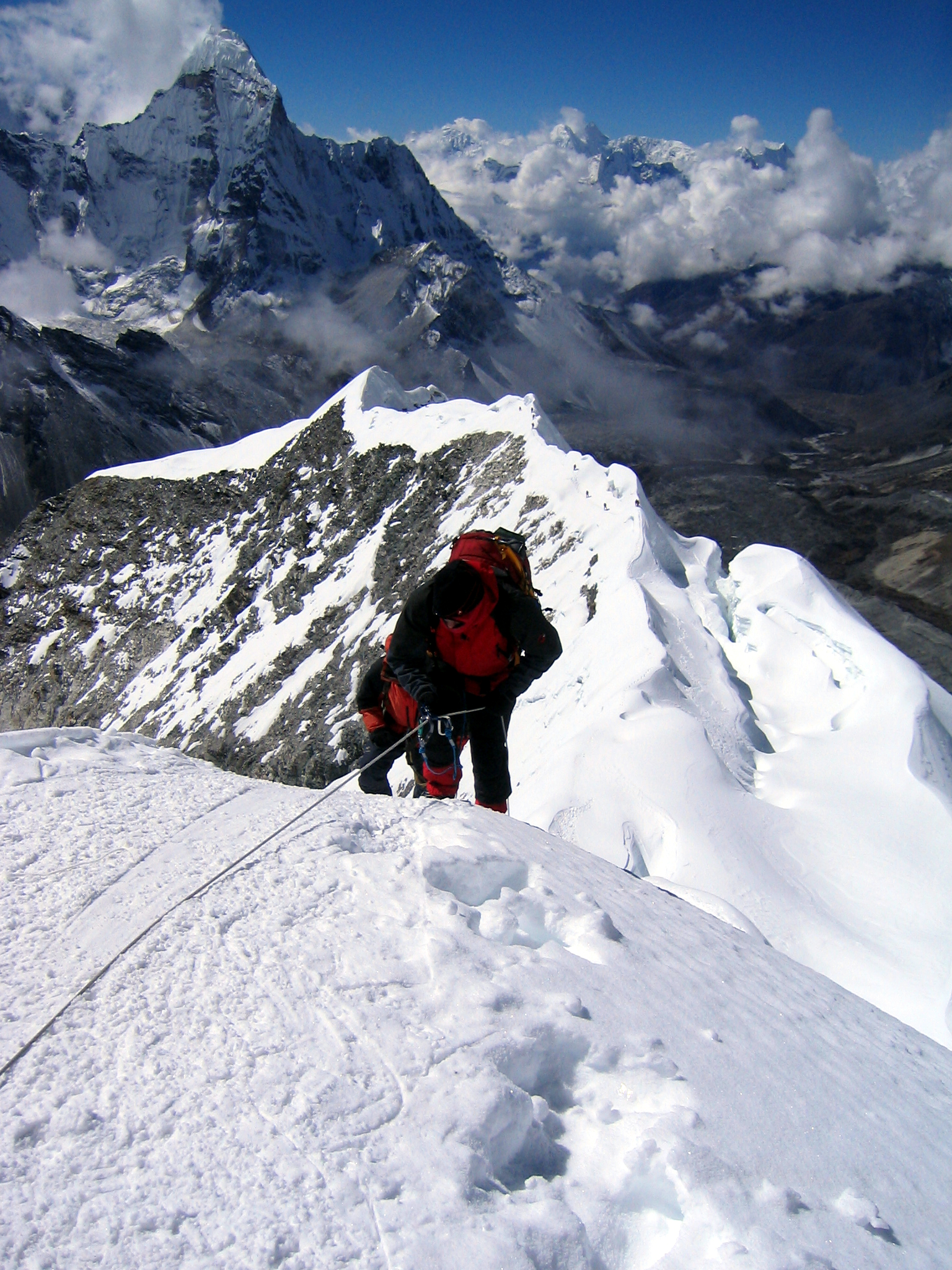

Alpinismul este o activitate umană preponderent turistico-recreativă și într-o mai mică măsură sportivă, dar non-competițională, care are ca scop ascensiunea în munți, pe zăpadă, stâncă și gheață (ghețar). 
Acest termen este folosit cu precădere în limbile latine europene precum franceza (alpinisme), spaniola (alpinismo) sau italiana (alpinismo).
Termenul provine de la ascensiuni în munții Alpi (alpi+nism), fiind promovat în special de francezi, pentru a rămâne în istorie că această activitate a apărut în Alpii francezi (masivul Mont Blanc), în anul 1786.
În limba spaniolă din America de Sud nu se folosește termenul european, ci echivalentul ”andinism” (ascensiuni în Anzi).
În limbile anglo-saxone (engleza și germana) se folosesc termenii ”mountain-eering” (UK) și ”berg-steigen” (D) care au ca rădăcină termenul ”munte” (nu Alpi) și pot fi traduși mai corect ca ”montan-ism” (ascensiuni pe munte) termen nefolosit și inexistent în limba română.
În limba română mai este uneori folosit cuvântul carpatism.
Alpinismul a fost adăugat în patrimoniul intangibil UNESCO în 2019.

## Ramurile alpinismului
Alpinismul a evoluat, de-a lungul anilor, federația internațională de alpinism (UIAA) incluzând azi, în această activitate următoarele activități.
1. Drumeția montană (trekking)
Este forma cea mai simplă de mers pe munte, până la limita zăpezii permanente/a ghețarului (în munții înalți), cu cel mai mare număr de practicanți. Se folosește un echipament specific precum: rucsac pentru transport, bocanci speciali și îmbrăcăminte specifică.
2. Alpinismul (mountaineering)
Astăzi există în două forme: clasic și tehnic.
Alpinismul clasic este forma originală a mersului pe munte, pe ghețar, zăpadă și stâncă, având ca obiectiv general atingerea unui vârf.
În plus față de drumeție, se folosește un echipament tehnic specific precum: pioletul, colțarii, coarda, hamul.
Alpinismul tehnic este forma mai complexă a mersului pe munte, pe pereți verticali de gheață și stâncă, care a apărut la finalul secolului XIX, la peste 100 de ani de la apariția alpinismului. 
În plus față de forma clasică a alpinismului, se folosește un echipament tehnic foarte specializat: pitoane, micro-pitoane, protecții mobile, șuruburi de gheață, scărițe, pioleți tehnici, colțari tehnici etc.
Alpinismul în versiunea mai tehnică, are două subcategorii principale: cățărarea pe stâncă (rock climbing) și cățărarea pe gheață (ice climbing);
3. Schiul de tură (ski touring)
Este deplasarea pe munte iarna, pe schiuri cu legături speciale, care permit ridicarea clăparilor de pe schi, pentru a ușura mersul. În plus, cu schiurile de tură se poate merge în pantă, datorită așa numitelor ”piei de focă” care se lipesc pe talpa schiului.
Deoarece se schiază în afara pârtiilor amenajate, schiul de tură necesită numeroase cunoștințe de munte cu zăpadă (alpinism). Din această cauză este o ramură a alpinismului, coordonată inițial de UIAA, iar astăzi de către ISMF și nu a schiului alpin (FIS.)
Fiecare din activitățile amintite mai sus s-au dezvoltat independent, dând naștere la numeroase alte subcategorii de activități, unele devenind competiționale: cățărarea sportivă, cățărarea pe gheață, schi-alpinismul.

## Alpinismul în România
Datorită configurației geografice, în România se pot practica tot timpul anului doar două din cele trei tipuri de activități: drumeția montană și cățărarea pe stâncă (sub-ramură a alpinismului).
Alpinismul și schiul de tură se pot practica doar iarna, când există cele trei elemente definitorii: zăpada, stânca și gheața.
Se poate spune că mersul pe munte în România a apărut o dată cu apariția primului club de munte în Brașov: ”Siebenburgischer Alpenverein in Kronstadt” (SAK), 1873. Câțiva ani mai târziu (1881), la Sibiu s-a înființat cel care avea să devină până în 1948, cel mai mare club de munte de pe teritoriul României: Siebenburgischer Karpaten Verein (SKV) Arhivat în 8 septembrie 2012, la Wayback Machine..
Primul club românesc care a avut ca obiectiv parcurgerea unor trasee dificile/tehnice în țară și care a organizat primele școli românești de cățărare pe stâncă, a fost Clubul Alpin Român (CAR), înființat în 1934.
După al doilea război mondial și până în 1996, România a fost singura țară din lume (cu excepția URSS) în care alpinismul și cățărarea pe stâncă au fost reorganizate exclusiv ca sporturi competiționar, în stil sovietic, cu concursuri locale/regionale/naționale, cupe, clasamente și campionate (așa numitele ”alpiniade”). 
În Carpații românești, mai precis în munții Bucegi și Piatra Craiului, în paralel cu dezvoltarea cățărării pe stâncă și a alpinismul hivernal, s-a dezvoltat o activitate montană unică, cel puțin în Europa, dacă nu și la nivel mondial: mersul pe brâne și văi de abrupt cu pietriș și fără zăpadă (vara).
Aceste trasee sunt mai grele decât drumeția montană, dar nu se încadrează ca trasee de alpinism (lipsește zăpada/gheața) și nu sunt nici de cățărare pe stâncă (pentru că pasajele de cățărare sunt puține, scurte și cel mai adesea se ocolesc). În plus, majoritatea acestor trasee sunt în zone cu vegetație bogată (jnepeni), cu obstacole atipice alpinismul.
În acest moment nu există un termen încetățenit în limba română care să definească această activitate specifică Carpaților românești, deși s-au vehiculat de-a lungul anilor numeroase variante: ”carpatism” (propunere încă din anii 30), ”bucegism”, ”nemarcate” (prin opoziție cu traseele marcate, de drumeție montană).

## Echipament
Echipamentul standard de alpinism variază în funcție de tipul de traseu și de dificultățile estimate a fi întâlnite.
Echipament comun, indiferent de tipul traseului:
- coarda de alpinism;
- hamul de cățărare;
- casca de protecție;
- carabiniere și bucle expres;
- dispozitiv de rapel și filare;
Echipament pentru zăpadă:
- piolet clasic;
- colțari universali;
- ancore de zăpadă;
Echipament pentru gheață:
- pioleți tehnici;
- colțari tehnici;
- șuruburi de gheață;
- cârligul Abalakov;
Echipament pentru stâncă:
- protecții fixe (permanente) în stâncă, care să împiedice căderea din perete: pitoane, ancore mecanice, ancore chimice;
- protecții mobile (temporare): nuci pasive (trapezoidale, excentrice, mari, mici, de înaintare), nuci active (friend-urile)
- espadrile;
- pudră de carbonat de magneziu, purtată într-u săculeț de magneziu, agățat la spatele cățărătorului;

## Grade de dificultate
Gradul de dificultate al unui traseu de alpinism este o cotație utilizată pentru a se putea compara dificultatea diferitelor trasee de alpinism.
În sistemul românesc de cotare, se are în vedere dificultatea de ansamblu a traseului. Astfel, un traseu scurt dar foarte greu este cotat la fel sau mai slab decât unul cu pasaje nu prea grele dar foarte lung.
Gradele de dificultate ale traseelor de alpinism:
RO Internațional
1A/B =  Facile = ușor , cățărare usoară pe stâncă sau zăpadă sau gheață unde nu este necesară folosirea echipamentului sau tehnicilor speciale; mersul pe ghețar; traseele care nu necesită legarea în cordă ca masură de protecție împotriva căderii, excepție făcând mersul pe ghețar.
2A/B = Peu Difficile = puțin dificil, trasee cu scurte pasaje tehnice pentru care se recomandă folosirea echipamentului de asigurare și trasee complicate pe ghețar.
se recomandă doar alpiniștilor experimentați
3A/B = Assez Difficile = destul de dificil, trasee cu pasaje de cățărat sau pante de zăpadă sau gheață cu unghiul de înclinare cuprins între 45 și 65 de grade.
4A/B = Dificile =dificil, trasee susținute (lungi și cu pasaje periculoase) cu cățărare pe stâncă , zăpadă sau gheață, destul de serioase,  cu unghiul de înclinare cuprins între 50 și 70 de grade. 
5A/B = Très Difficile = foarte dificil, trasee lungi, serioase, cu diferențe mari de nivel care necesită o pregătire tehnică  și fizică foarte bună. Pantele de  zăpadă sau gheață au unghiul de înclinare cuprins între 65 și 80 de grade. 
6A/B = Extrêmement Difficile = extrem de dificile, cele mai grele trasee de cățărare cu dificultăți continue.
7A/B = ABOminablement difficille = extrem de dificile și periculoase în același timp. Definiția însăși este suficient de explicită.

## Aspecte specifice
În România există numeroase confuzii la nivel de societate, dar și în rândul practicanților, cu privire la această activitate.
1. Termenul ”alpinism” este folosit, în mod eronat, pentru a se defini traseele de cățărare pe stâncă (fără zăpadă sau gheață), de mai multe lungimi de coardă.
2. Activitatea de alpinism este considerată exclusiv o formă sportivă-competițională, subordonată ministerului de sport. Asta deși în alpinismul propriu-zis nu există concursuri, concurenți, arbitri, spectatori, campionate și cupe internaționale.